# Đường cao tốc Thành phố Hồ Chí Minh – Long Thành – Dầu Giây
Đường cao tốc Thành phố Hồ Chí Minh – Long Thành – Dầu Giây (gọi tất là Đường cao tốc Long Thành – Dầu Giây, ký hiệu toàn tuyến là CT.29) là một đoạn đường cao tốc thuộc hệ thống đường cao tốc Việt Nam nối Thành phố Hồ Chí Minh với Đồng Nai. Đây là đường cao tốc có lưu lượng lớn nhất Việt Nam trong nhiều năm.

## Quy hoạch
Theo quy hoạch từ năm 2015 đến 2021, toàn bộ đường cao tốc này từng là một phần của tuyến đường cao tốc Bắc – Nam phía Đông trước khi tách ra thành một tuyến cao tốc độc lập (riêng đoạn Long Thành – Lộ 25 vẫn còn thuộc hệ thống đường này). Tuy nhiên trên thực tế, tuyến đường cao tốc này vẫn còn được ký hiệu là CT.01 trên một số biển chỉ dẫn ở địa bàn Đồng Nai. Đường cao tốc này là một phần của đường Xuyên Á AH1 (đoạn Cẩm Mỹ – Long Trường).

## Vị trí
Điểm đầu tuyến là nút giao thông Phú Hữu thuộc Thành phố Hồ Chí Minh, giao với đường vành đai 2 Thành phố Hồ Chí Minh, điểm đầu tuyến dẫn là nút giao thông An Phú cũng thuộc Thành phố Hồ Chí Minh và điểm cuối là nút giao thông Dầu Giây, tỉnh Đồng Nai, nối tiếp với đường cao tốc Dầu Giây – Liên Khương. Tuyến cao tốc cũng kết nối đến sân bay quốc tế Long Thành sau khi sân bay được đưa vào hoạt động.

## Lộ trình
Đường dẫn đường cao tốc bắt đầu tại điểm giao cắt với Đại lộ Mai Chí Thọ tại Thành phố Hồ Chí Minh. Đường cao tốc chạy về hướng đông 6 km và cắt đường Vành đai II tại nút giao lớn hình loa kèn trumpet đôi và bắt đầu đoạn đường cao tốc. Tiếp đó 9 km, tuyến giao với đường vành đai 3 (đang thi công). Qua khỏi cầu Long Thành, con đường tiếp tục chạy về hướng Đông Đông Nam và giao cắt với đường cao tốc Biên Hòa – Vũng Tàu (AH17) tại tỉnh Đồng Nai. Từ đây, đường cao tốc chạy song song với Đường tỉnh 769 qua vùng nông nghiệp rộng lớn của huyện Long Thành và giao cắt với đường cao tốc Phan Thiết – Dầu Giây tại xã Lộ 25, tỉnh Đồng Nai. Tuyến đường kết thúc ở Quốc lộ 1 (AH1 hiện tại) với một nút giao hình loa kèn trumpet, 3 km về hướng đông Ngã tư Dầu Giây, tỉnh Đồng Nai; trong tương lai sẽ nối tiếp với đường cao tốc Dầu Giây – Liên Khương tại nút giao này.

## Xây dựng

### Thi công
Dự án đường cao tốc được khởi công xây dựng vào ngày 3 tháng 10 năm 2009 với quy mô 4 làn xe trên tổng chiều dài 55,7 km. Chủ đầu tư là Tổng Công ty đầu tư phát triển đường cao tốc Việt Nam (VEC) với tổng mức đầu tư giai đoạn I: 997,67 triệu USD (tương đương 20.630 tỷ đồng). Dự án được sự tài trợ của Ngân hàng Phát triển châu Á (ADB) và Cơ quan Hợp tác Quốc tế Nhật Bản (JICA).

#### Thông xe
Khoảng 20 km trong tổng số 55 km của đường cao tốc, đoạn từ đường vành đai 2 đến Quốc lộ 51 phần thuộc tỉnh Đồng Nai đã được thông xe vào ngày 2 tháng 1 năm 2014. Ngày 29 tháng 8 năm 2014, thông xe nút giao thông Vành đai 2. Đoạn đường dài 4 km từ nút giao thông An Phú, đại lộ Mai Chí Thọ đến nút giao Vành đai 2 được thông xe ngày 10 tháng 1 năm 2015. Toàn bộ đường cao tốc thông xe vào ngày 8 tháng 2 năm 2015, khi đoạn Long Thành – Dầu Giây dài 31 km hoàn tất thi công.

### Mở rộng
Ủy ban Quản lý vốn nhà nước tại doanh nghiệp (nay là Bộ Tài chính) đã báo cáo Thủ tướng ba phương án đầu tư mở rộng dự án đường cao tốc Thành phố Hồ Chí Minh – Long Thành – Dầu Giây.
Phương án một
Đoạn từ nút giao vành đai 2 đến nút giao đường cao tốc Biên Hòa – Vũng Tàu sẽ được mở rộng lên 8 làn xe, nhưng giải phóng mặt bằng 10 làn xe (chờ khi đủ kinh phí sẽ hoàn thiện 10 làn). Hiện nay đoạn này đã được giải phóng mặt bằng 8 làn xe nên có thể thực hiện ngay.
Trên tuyến có hai cầu là cầu sông Tắc sẽ được mở rộng theo quy hoạch 10 làn xe, xây thêm cầu Long Thành 4 làn xe như cầu Long Thành hiện tại.
Phương án này sẽ đáp ứng nhu cầu giao thông trên tuyến đến năm 2035, với lưu lượng khoảng 114.315 xe quy đổi mỗi ngày đêm và tận dụng mặt bằng hiện có để triển khai ngay.
Tổng công ty Đầu tư phát triển đường cao tốc Việt Nam (VEC) - đơn vị quản lý tuyến, sẽ là chủ đầu tư thực hiện theo Luật Đầu tư. Tổng mức đầu tư dự án hơn 14.330 tỷ đồng, bao gồm 4.630 tỷ vốn chủ sở hữu của VEC, vốn vay thương mại 9.700 tỷ đồng. Dự án sẽ thực hiện từ nay đến tháng 6 năm 2028.
Phương án hai
Đoạn cao tốc từ nút giao vành đai 2 đến nút giao vành đai 3 dài 4 km sẽ được đầu tư theo 8 làn xe, đoạn còn lại đến nút giao đường cao tốc Biên Hòa – Vũng Tàu dài 17 km quy mô 10 làn xe. Trên tuyến vẫn xây dựng cầu Long Thành mới và giải phóng mặt bằng toàn tuyến 10 làn xe.
Với phương án này, tổng mức đầu tư dự án hơn 15.620 tỷ đồng, gồm 9.000 tỷ vốn ngân sách nhà nước, vốn VEC huy động 6.620 tỷ, chiếm 42%.
Bộ Giao thông Vận tải (nay là Bộ Xây dựng) sẽ là cơ quan chủ quản, VEC là chủ đầu tư theo Luật Đầu tư công, thực hiện từ nay đến tháng 6 năm 2028.
Phương án ba
Đoạn cao tốc từ nút giao vành đai 2 đến nút giao đường cao tốc Biên Hòa – Vũng Tàu dài 20 km sẽ được đầu tư theo 10 làn xe, đoạn còn lại đến nút giao đường cao tốc Dầu Giây – Liên Khương dài 35 km quy mô 6 làn xe. Trên tuyến vẫn xây dựng cầu Long Thành mới và giải phóng mặt bằng toàn tuyến 10 làn xe.
Với phương án này, tổng mức đầu tư dự án hơn 22.640 tỷ đồng, gồm 13.400 tỷ vốn ngân sách nhà nước, vốn VEC huy động 9.240 tỷ, chiếm 32%.
Do khó khăn về nguồn vốn ngân sách cũng như chi phí đầu tư, Ủy ban Quản lý vốn nhà nước tại doanh nghiệp kiến nghị Thủ tướng xem xét phương án 1 bởi dự án đã được giải phóng mặt bằng 8 làn xe, có thể triển khai xây dựng ngay.
Để đảm bảo giao thông khi sân bay quốc tế Long Thành khai thác vào năm 2026, Ủy ban Quản lý vốn nhà nước tại doanh nghiệp nhận thấy cần rút ngắn giai đoạn chuẩn bị đầu tư, lập hồ sơ thiết kế kỹ thuật từ 18 xuống 10 tháng để hoàn thành phần đường và các cầu cạn vào tháng 1 năm 2027, hoàn thành dự án vào tháng 12 năm 2027.
Về khả năng cân đối vốn chủ sở hữu và vốn vay thương mại, cơ quan quản lý cho biết VEC đang thực hiện quy trình tăng vốn điều lệ, dự kiến trong năm 2024 vốn điều lệ sẽ tăng từ 1.115 lên khoảng 25.000 tỷ đồng, đảm bảo điều kiện huy động vốn vay thương mại cho dự án.
Dự án mở rộng đường cao tốc Thành phố Hồ Chí Minh – Long Thành – Dầu Giây đoạn từ nút giao vành đai 2 đến nút giao đường cao tốc Biên Hòa – Vũng Tàu chính thức khởi công vào ngày 19 tháng 8 năm 2025, dự kiến hoàn thành cuối năm 2026, đầu năm 2027. Đoạn còn lại từ nút giao đường cao tốc Biên Hòa – Vũng Tàu đến nút giao đường cao tốc Dầu Giây – Liên Khương dự kiến sẽ khởi công mở rộng vào ngày 1 tháng 1 năm 2026 và hoàn thành vào đầu năm 2028.

## Thiết kế
Đường cao tốc dài tổng cộng 55,7 km và được chia thành hai thành phần:
- Đoạn An Phú – Vành đai II dài 4 km, thiết kế theo tiêu chuẩn đường đô thị, tốc độ thiết kế 80 km/h; quy mô giai đoạn 1: bốn làn xe, chiều rộng nền đường 26,5 m, chiều rộng mặt đường 2×7,5 m và chiều rộng làn dừng khẩn cấp là 2×3 m. Trong giai đoạn từ năm 2017 đến giữa năm 2025, 2 làn dừng khẩn cấp được bố trí tạm thời để xe máy, xe thô sơ lưu thông trước khi có tuyến đường song hành với tuyến cao tốc này.[11][12]
- Đoạn Vành đai II – Long Thành – Dầu Giây được thiết kế theo tiêu chuẩn đường cao tốc loại A TCVN 5729–97, vận tốc thiết kế 120 km/h (Cầu Long Thành có tốc độ thiết kế 100 km/h); quy mô giai đoạn 1: bốn làn xe, chiều rộng nền đường 27,5 m, chiều rộng mặt đường 2×7,5 m và chiều rộng làn dừng khẩn cấp là 2×3 m.

## Chi tiết tuyến đường

Bảng thông tin tốc độ cao tốc (hiện đang áp dụng cho các biển chỉ dẫn ở Thành phố Hồ Chí Minh trên thực tế)

### Làn xe
- 4 làn xe và 2 làn dừng khẩn cấp
- Cầu Long Thành: 4 làn xe

### Chiều dài
- Toàn tuyến: 55,7 km

### Tốc độ giới hạn
- An Phú – Vành đai II: Tối đa: 80 km/h
- Vành đai II – Long Thành: Tối đa: 100 km/h, Tối thiểu: 60 km/h
- Long Thành – Dầu Giây: Tối đa: 120 km/h, Tối thiểu: 60 km/h
- Cầu Long Thành: Tối đa: 100 km/h

## Lộ trình chi tiết
- IC - Nút giao, JCT - Điểm lên xuống, SA - Khu vực dịch vụ (Trạm dừng nghỉ), TN - Hầm đường bộ, TG - Trạm thu phí, BR - Cầu
- Đơn vị đo khoảng cách là km.
- Phần màu xanh dương (■): Đoạn đi trùng với  Đường cao tốc Bắc – Nam phía Đông (Lý trình và số nút giao được ghi nghiêng)

| Số                                                                         | Tên                                        | Khoảng cách từ đầu tuyến                   | Kết nối                                    | Ghi chú                                                       | Vị trí                                     | Vị trí                                     |
| Kết nối trực tiếp với đường Lương Định Của                                 | Kết nối trực tiếp với đường Lương Định Của | Kết nối trực tiếp với đường Lương Định Của | Kết nối trực tiếp với đường Lương Định Của | Kết nối trực tiếp với đường Lương Định Của                    | Kết nối trực tiếp với đường Lương Định Của | Kết nối trực tiếp với đường Lương Định Của |
| -------------------------------------------------------------------------- | ------------------------------------------ | ------------------------------------------ | ------------------------------------------ | ------------------------------------------------------------- | ------------------------------------------ | ------------------------------------------ |
| 1                                                                          | IC An Phú                                  | 0.0                                        | Đại lộ Mai Chí Thọ                         | Đầu tuyến đường cao tốc Đang thi công mở rộng quy mô nút giao | Thành phố Hồ Chí Minh                      | Bình Trưng                                 |
| 2                                                                          | JCT Global City                            | 2.5                                        | Đường D3 Global City                       | Lối ra đường D3 Lối vào hướng đi An Phú Chưa mở lối ra vào    | Thành phố Hồ Chí Minh                      | Bình Trưng                                 |
| 3                                                                          | IC Đỗ Xuân Hợp                             | 2.6                                        | Đường Đỗ Xuân Hợp                          | Lối ra đường Đỗ Xuân Hợp Lối vào hướng đi An Phú              | Thành phố Hồ Chí Minh                      | Long Trường                                |
| 4                                                                          | JCT Khang Điền                             | 3.6                                        |                                            | Lối ra hướng đi An Phú                                        | Thành phố Hồ Chí Minh                      | Long Trường                                |
| 5                                                                          | IC Phú Hữu                                 | 5.9                                        | Đường Võ Chí Công                          |                                                               | Thành phố Hồ Chí Minh                      | Long Trường                                |
| 6                                                                          | IC Long Trường                             | 8.7                                        | Đường vành đai 3 (Thành phố Hồ Chí Minh)   |                                                               | Thành phố Hồ Chí Minh                      | Long Phước                                 |
| TG                                                                         | Trạm Thu phí Long Phước                    | 10.8                                       |                                            |                                                               | Thành phố Hồ Chí Minh                      | Long Phước                                 |
| -                                                                          | IC Long Phước                              |                                            | Đường Long Phước                           | Được đề xuất                                                  | Thành phố Hồ Chí Minh                      | Long Phước                                 |
| BR                                                                         | Cầu Long Thành                             | ↓                                          |                                            | Vượt sông Đồng Nai                                            | Ranh giới Thành phố Hồ Chí Minh – Đồng Nai | Ranh giới Thành phố Hồ Chí Minh – Đồng Nai |
| SA                                                                         | Trung tâm bảo dưỡng kỹ thuật Tam An        | 14.0                                       |                                            | Hướng đi Dầu Giây                                             | Đồng Nai                                   | An Phước                                   |
| -                                                                          | IC Tam An                                  |                                            | Hương lộ 2                                 | Chưa thi công                                                 | Đồng Nai                                   | An Phước                                   |
| 7                                                                          | IC Nhơn Trạch                              | 19.9                                       | Đường Trần Phú (Đường tỉnh 319)            |                                                               | Đồng Nai                                   | Nhơn Trạch                                 |
| 8                                                                          | IC Long Thành                              | 23.5                                       | Quốc lộ 51                                 |                                                               | Đồng Nai                                   | Long Thành                                 |
| 9 (3)                                                                      | IC Long Thành                              | 25.4 (1766.5)                              | Đường cao tốc Biên Hòa – Vũng Tàu          | Kết nối với Đường cao tốc Bến Lức – Long Thành Đang thi công  | Đồng Nai                                   | Long Thành                                 |
| 10 (2)                                                                     | IC Vành đai 4                              | 39.2 (1762.7)                              | Đường vành đai 4 (Thành phố Hồ Chí Minh)   | Chưa thi công                                                 | Đồng Nai                                   | Xuân Quế                                   |
| SA                                                                         | Trạm dừng nghỉ                             | 41.2 (1760.7)                              |                                            |                                                               | Đồng Nai                                   | Xuân Quế                                   |
| 11 (1)                                                                     | IC Cẩm Mỹ                                  | 43.5 (1758.4)                              | Đường cao tốc Phan Thiết – Dầu Giây        |                                                               | Đồng Nai                                   | Dầu Giây                                   |
| TG                                                                         | Trạm Thu phí Dầu Giây                      | 54.6                                       |                                            |                                                               | Đồng Nai                                   | Dầu Giây                                   |
| BR                                                                         | Cầu vượt đường sắt                         | ↓                                          |                                            | Vượt Đường sắt Bắc Nam                                        | Đồng Nai                                   | Dầu Giây                                   |
| 12                                                                         | IC Dầu Giây                                | 55.7                                       | Quốc lộ 1                                  |                                                               | Đồng Nai                                   | Dầu Giây                                   |
| Kết nối trực tiếp với Đường cao tốc Dầu Giây – Liên Khương (Chưa thi công) |                                            |                                            |                                            |                                                               |                                            |                                            |
| 1.000 mi = 1.609 km; 1.000 km = 0.621 mi                                   |                                            |                                            |                                            |                                                               |                                            |                                            |